# História do Amazonas

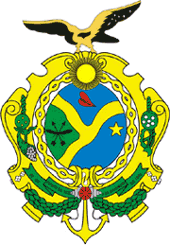
Brasão do Amazonas.

A História do Amazonas é compreendida pelo resultado de tratados, missões religiosas e algumas escassas rebeliões indígenas no território amazônico. Inicialmente pertencente ao Reino Espanhol pelo Tratado de Tordesilhas e posteriormente anexado pela Coroa Portuguesa, em missões para as terras da região, após a Independência do Brasil em 1822, tais fronteiras internacionais do Estado eram indefinidas até a assinatura do Tratado de Bogotá. O Estado do Amazonas é um estado no noroeste da região norte do Brasil. Pesquisas arqueológicas apontam para ocupações passadas por grupos paleoindígenas de caçadores-coletores, onde foram datadas cerca de 11 200 anos antes da data atual. O período de maior desenvolvimento humano nas terras baixas da Amazônia é conhecido como pré-colombiano tardio, que coincide com a invasão européia nos séculos XVI e XVII e a desestruturação sociopolítica de sociedades complexas, chamadas de cacicados complexos, que ocupavam a calha do Rio Amazonas e terras adentro. O estado já fez parte de uma unidade administrativa portuguesa chamada Estado do Maranhão e Grão-Pará, com a capital do governo em São Luiz do Maranhão, posteriormente a capital foi transferida para a cidade de Santa Maria de Belém do Grão-Pará (Atual Belém) e tornou-se o Estado do Grão-Pará e Rio Negro, após a fundação administrativa da Capitania do Rio Negro, com sede em Barcelos e subordinada nos mandos da capital da província — válido lembrar que o Estado do Grão-Pará e Rio Negro, era uma unidade administrativa que respondia diretamente à metrópole lusitana e não ao Estado do Brasil. Entre meados dos séculos XVIII e XIX, Barra do Rio Negro (hoje Manaus) foi elevada à categoria de vila e tornou-se a capital administrativa da capitania do Rio Negro.
O Estado foi primeiramente nomeado de São José da Barra do Rio Negro, com o desmembramento da Provincia do Grão-Pará, em 5 de setembro de 1850, a nova província foi nomeada por Dom Pedro II de Amazonas, em alusão ao rio homônimo e a capitania do Alto-Amazonas, o nome foi dado ao rio pelos espanhóis nos expedicionários relatos históricos dos Frei Gaspar de Carvajal e Francisco de Orellana. Quando Francisco de Orellana desceu o atual rio Amazonas em busca de ouro e especiarias em 1541, rumo ao Oceano Atlântico, o rio era chamado de Rio Grande, Mar Dulce ou até mesmo Río de la Canela, por causa das grandes árvores de canela existentes ali. Entretanto, o nome principal dado ao rio era Rio de las Amazonas, devido a suposta resistência vitoriosa de índias guerreiras contra os invasores, relatada pelos expedicionários espanhóis, tais informações eram tão relevantes que a coroa hispânica tomou conhecimento delas através de narrações, onde começou a chamar o rio de "Amazonas", em referência ao mito das Amazonas da mitologia grega e, concedeu ao expedicionário Orellana, o direito de explorar as novas terras, fato que não foi efetivado devido ao seu desaparecimento na foz do rio.

## Pré-história Amazônica
A pré-história amazônica costuma ser dividida em três fases: Paleoindígena, Arcaica e Pré-história Tardia. Acredita-se que a fase Paleoindígena tenha vivido há cerca de 9 200 anos, e a maior comprovação desta teoria dar-se-á pelos restos alimentares encontrados na caverna da Pedra Pintada, em Monte Alegre, no oeste do Pará. Também acredita-se que os grupos paleoindígenas da Amazônia, assim como os da América do Sul, eram diferentes dos paleoindígenas da América do Norte. Apesar da igual contemporaneidade, as populações paleoindígenas norte-americanas apresentavam características diferenciadas no padrão de subsistência.
Bem diferente da Paleoindígena, a fase Arcaica teria acontecido entre há 6 000 anos a 1 000 anos. A fase da Pré-história tardia desenvolveu-se, possivelmente entre 1 000 anos a.C. e 1 000 anos d.C.

### Fases Paleoindígena e Arcaica
Acredita-se que a população da cultura Paleoindígena era pouco numerosa, dispersa, nômade e organizavam suas sociedades em pequenos bandos. Os grupos paleoindígenas sul-americanos davam ênfase à caça de animais de pequeno porte e coleta de moluscos e plantas, sendo que a caça de grandes animais (onças, sucuris, preguiças e tatus gigantes e antas) era realizada com uma frequência rara. A fase Paleoindígena amazônica, surgida por volta de 9 200 a.C., apresentava semelhanças comuns às demais e baseava-se na coleta de frutas, na caça e pesca, tendo mais tarde desenvolvido uma cultura de exploração do pescado e coleta de moluscos. Na caverna da Pedra Pintada, hoje situada no município paraense de Monte Alegre, foram encontrados restos alimentares que derivam essa teoria. Também foram encontrados pontas de lança neste sítio arqueológico, sugerindo assim seu uso em caça de animais de grande porte, especialmente grande peixes. Entretanto, não são considerados como um indicativo de especialização na caça deste tipo, sendo apenas na caça e coleta generalizada.
Já a fase Arcaica foi mais diversificada que a Paleoindígena. Os habitantes do período Arcaico utilizavam novos recursos alimentares, explorando regiões como estepes, lagos e litoral. A caça não era mais especializada em megafauna e houve aumento da coleta animal e vegetal. A partir daí também verificou-se a domesticação de animais e plantas, levadas com a experimentação e o conhecimento. Na região dos atuais estados do Amazonas e Pará, em especial, começou-se a fabricar cerâmicas ao longo do rio Amazonas, por volta de 6 000 a.C. Essa medida cultural acentuou-se entre 2 000 anos e 1 000 anos a.C., com alta produção de cerâmica para decoração incisa, algumas apresentando pinturas geométricas nas cores vermelha e branca. Também nesse intervalo teve início a formação de horticultores de raízes, principalmente a mandioca.
Os principais materiais confeccionados da fase Arcaica eram instrumentos de pedras lascados e cerâmicas avermelhadas, com formatos de cuias abertas.

### Fase Pré-histórica Tardia
O período da Pré-história Tardia dá-se entre 1 000 a.C. anos e 1 000 anos d.C. e se caracteriza pelo surgimento de sociedades indígenas com alto grau de desenvolvimento econômico, demográfico, político e social e grandíssimos domínios culturais. A Amazônia foi um ambiente propício para o desenvolvimento destas sociedades pré-históricas, tendo em vista que estas desenvolveram-se às margens de grandes rios e a região possui uma abundância destes. Os rios Amazonas e Orinoco serviram como principais locais de estabelecimento destas sociedade nas América do Sul e América Central, de acordo com dados arqueológicos e etno-históricos, além de outras regiões como a Cordilheira dos Andes e a região litorânea do Caribe.
Na Amazônia, em especial, desenvolveu-se os construtores de tesos. Essa cultura, no entanto, foi logo sucedida por sociedades hierarquizadas e complexas, surgidas principalmente na região da Ilha do Marajó, e em uma região geográfica entre Santarém, no Pará, e Urucurituba, já no Amazonas. Essas sociedades produziam cerâmicas refinadas, hoje conhecidas como "cerâmicas marajoara" ou  "cerâmicas tapajônicas".
A Amazônia serviu como moradia e sustentação destas sociedades por cerca de 2 000 anos, tendo havido retrocesso com a chegada dos europeus. A população originária dos cacicados aos poucos foi sendo exterminada, com numerosas guerras e conflitos travados com os portugueses e espanhóis. Muitos habitantes destas sociedades internaram-se nas florestas, onde teriam formado sociedades tribais diferentes. Outros acabam morrendo, vítimas de doenças contagiosas até então desconhecidas, fazendo suas populações desaparecerem por completo das margens dos rios. Os habitantes nativos pacificados, eram escravizados.
As sociedades indígenas atuais da Amazônia não possuem, entretanto, traços que lembrem as sociedades complexas oriundas do período da Pré-história Tardia, com exceção apenas de alguns vestígios materiais.

## Primeiras explorações

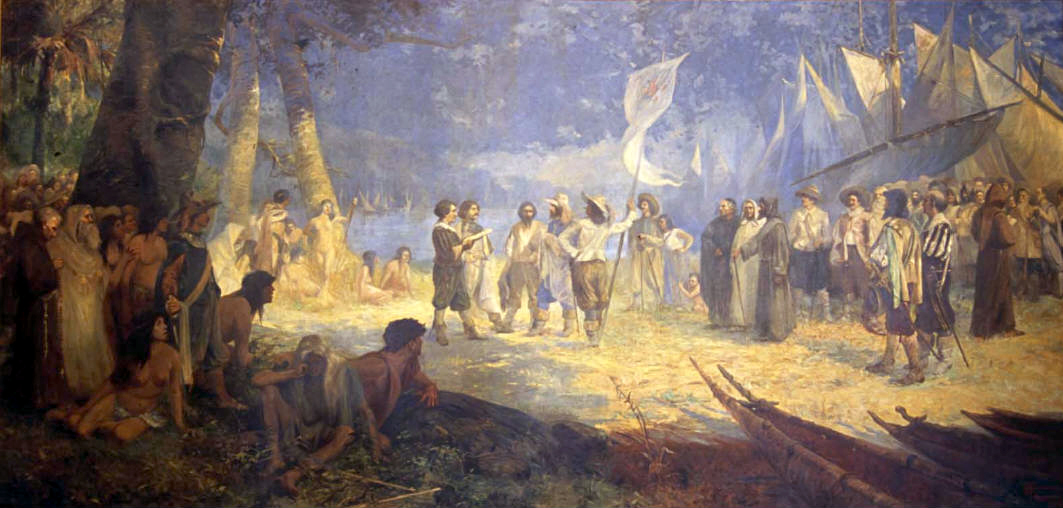
A conquista do Amazonas, 1907, Museu Histórico do Estado do Pará.

Originalmente, a área do atual Estado do Amazonas não integrava as terras portuguesas, conforme os termos do Tratado de Tordesilhas, ficando sob domínio espanhol. O primeiro europeu a percorrer todo o curso do rio Amazonas teria sido o espanhol Francisco de Orellana, entre 1539 e 1541, desde a cordilheira dos Andes até ao Oceano Atlântico. Iniciava-se, à época, a lenda de que a mítica cidade de El Dorado ficaria em algum ponto entre o Amazonas e as Guianas. Orellana afirmou ter encontrado e combatido uma tribo de mulheres guerreiras e por isso batizou aquele curso de "rio das Amazonas", em referência às personagens da mitologia grega. Um companheiro de Orellana, Gonzalo Fernández de Oviedo y Valdés, divulgou relatos da expedição, com descrição das riquezas e dos habitantes da região, que foram publicados em Veneza em 1556. Uma nova expedição em 1561 tentou repetir a façanha de Orellana, mas quase não conseguiu: o comandante, Pedro de Ursua, foi assassinado pelo seu sucessor, Lope de Aguirre, que enlouqueceu vítima de delírio tropical. Cruel em todos aspectos Aguirre também matou sua filha de quinze anos e vários índios.
A primazia da ocupação da foz do grande rio (atuais estados do Amapá e do Pará), em função da sua exploração econômica, coube a ingleses e holandeses, que instalaram feitorias nas margens dos maiores rios da região, para extrair madeira e especiarias, como o cravo, o urucum, o guaraná, resinas e outros (as chamadas drogas do sertão), desde 1596.
Assim, desde cedo a economia da região amazônica se baseou no extrativismo e não na agromanufatura açucareira, como em outras regiões coloniais.

## A Dinastia Filipina
Com a Dinastia Filipina, em 1580, a linha de Tordesilhas perdeu, na prática, o seu efeito. Ao mesmo tempo, os inimigos da Espanha passaram a sentir-se livres para incursionar sobre os domínios ultramarinos portugueses.
Em 1612, o rei Jaime I da Inglaterra comissionou Robert Harcourt para explorar a região. No mesmo ano, os franceses fundaram a França Equinocial na ilha de São Luís, na costa do Maranhão, conquistada em fins de 1615 por tropas luso-espanholas. Após essa conquista, Francisco Caldeira de Castelo Branco foi designado para avançar rumo à foz do grande rio, fundando em dezembro desse mesmo ano o Forte do Presépio, núcleo da atual cidade de Belém do Pará. O território foi incorporado ao Estado do Maranhão criado em 1621 por Filipe III de Espanha. Recorde-se que Marañón era o nome dado pelos espanhóis ao rio Amazonas, e continua a sê-lo até hoje, no Peru.
Entre 1637 e 1639, uma expedição comandada por Pedro Teixeira subiu e desceu o curso do rio Amazonas, chegando até Quito, no Equador, fundando a atual cidade de Franciscana, já em território peruano.

Com a Restauração Portuguesa, em 1640, o Estado do Maranhão voltou à soberania de Lisboa, agora expandido, uma vez que por essa época, os portugueses, a partir de Belém do Pará, já promoviam expedições regulares no Amazonas e no baixo rio Madeira.

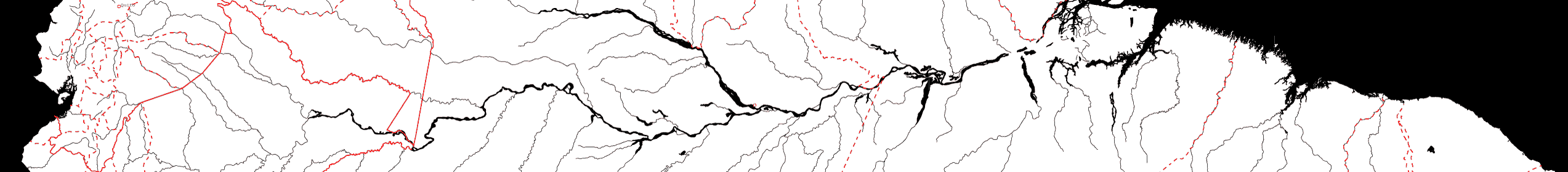
As expedições de Orellana e Pedro Teixeira percorreram todo o rio Amazonas, desde a foz (à direita) até o Equador (à esquerda).

## Os bandeirantes
Entre 1648 e 1652, o bandeirante paulista Antônio Raposo Tavares saiu em seu périplo e, subindo a bacia do rio Paraguai, atingiu o Guaporé (atual Rondônia), percorreu o Altiplano, e de lá alcançou e desceu o Amazonas até Gurupá, no Pará, junto à foz. Foi a primeira expedição luso-brasileira de amplo reconhecimento.

## Ocupação portuguesa
Em 1669 foi fundado o Forte de São José da Barra do Rio Negro, na área onde hoje fica Manaus, pelo capitão português Francisco da Mota Falcão. A fortificação serviu como base para o (esparso) povoamento do amazonas, permitindo a subida dos rios Negro e Branco, no atual Roraima, de onde se chegava ao Orinoco. Também começou a ocupação dos rios Solimões (Alto Amazonas) e Madeira. Os primeiros colonos enfrentaram hostilidade dos nativos, como as tribos dos torás e manaós (que deram origem ao nome da capital) do cacique Ajuricaba, que investiam contra os povoamentos e destruíam casas e instalações.
Para catequizar (e pacificar) os índios, os jesuítas (principalmente espanhóis) construíram missões, principalmente nas bacias do Solimões e do Juruá, liderados pelo padre Samuel Fritz. No entanto, a atividade missionária foi vista como ocupação estrangeira e a Coroa portuguesa determinou a expulsão dos jesuítas da região. As campanhas militares contra as missões ocorreram entre 1691 e 1697, comandadas por Inácio Correia de Oliveira, Antônio de Miranda e José Antunes da Fonseca no Solimões e Francisco de Melo Palheta no Alto Madeira. Belchior Mendes de Morais garantiu a posse portuguesa sobre a bacia do Napo. Os missionários espanhóis foram substituídos por outros, portugueses, principalmente carmelitas e mercedários. Nasceram nessa época as povoações que dariam origem às atuais Barcelos (então chamada Mariuá), Tefé, São Paulo de Olivença, Coari, Borba, Airão e Carvoeiro.
Os franceses e espanhóis voltaram a fazer incursões na região, e os portugueses decidiram fechar o rio Madeira à navegação estrangeira em 1732. Mesmo assim, os bandeirantes José Leme do Prado e Manuel Félix de Lima exploraram a área, descendo até Cuiabá no Mato Grosso, e criando um eixo de comércio amazônico, entre Cuiabá, Manaus e Belém. Foram erguidas fortificações portuguesas em Tabatinga, São Gabriel da Cachoeira, Maribatanas e São Joaquim, dando início a novos povoados.

## Capitania junto com Grão-Pará

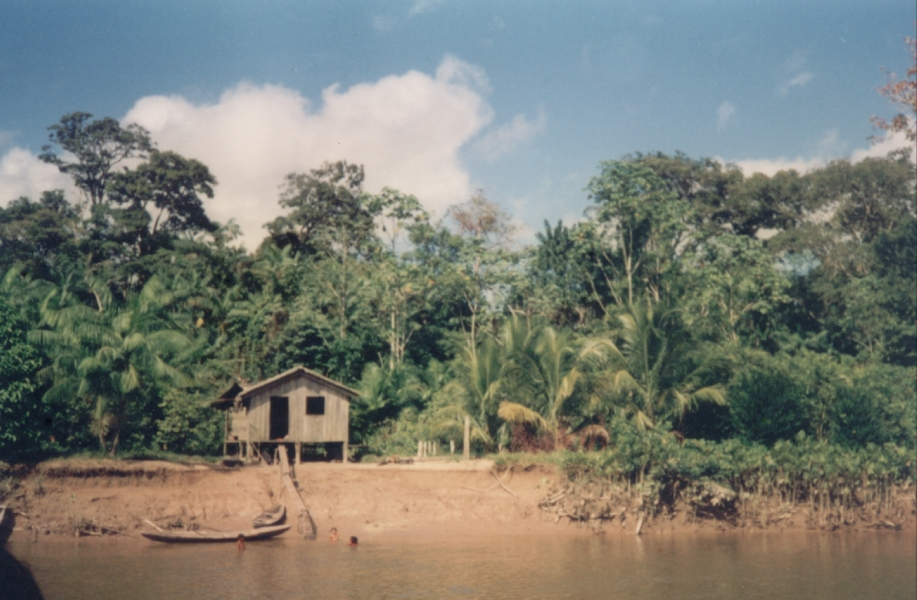
A ocupação do Amazonas se deu em povoamento esparso, por causa da floresta densa.

O Estado do Maranhão virou "Grão-Pará e Maranhão" em 1737 e sua sede foi transferida de São Luís para Belém do Pará. O tratado de Madri de 1750 confirmou a posse portuguesa sobre a área. Para estudar e demarcar os limites, o governador do Estado, Francisco Xavier de Mendonça Furtado, instituiu uma comissão com base em Mariuá em 1754. Em 1755 foi criada a Capitania de São José do Rio Negro, no atual Amazonas, subordinada ao Grão-Pará. As fronteiras, então, eram bem diferentes das linhas retas atuais: o Amazonas incluía Roraima, parte do Acre e se expandia para sul com parte do que hoje é o Mato Grosso. O governo colonial concedeu privilégios e liberdades para quem se dispusesse a emigrar para a região, como isenção de impostos por 16 anos seguidos. No mesmo ano, foi criada a Companhia Geral do Comércio do Grão-Pará e Maranhão para estimular a economia local. Em 1757 tomou posse o primeiro governador da capitania, Joaquim de Mello e Póvoas, e recebeu do Marquês de Pombal a determinação de expulsar à força todos os jesuítas (acusados de voltar os índios contra a metrópole e não lhes ensinar a língua portuguesa).
Em 1772 a capitania passou a se chamar Grão-Pará e Rio Negro e o Maranhão foi desmembrado. Com a mudança da Família Real para o Brasil, foi permitida a instalação de manufaturas e o Amazonas começou a produzir algodão, cordoalhas, manteiga de tartaruga, cerâmica e velas. Os governadores que mais trabalharam pelo desenvolvimento até então foram Manuel da Gama Lobo D'Almada e João Pereira Caldas. Em 1821, Grão Pará e Rio Negro viraram a província unificada do Grão-Pará. No ano seguinte, o Brasil proclamou a Independência.
Em meados do século XIX foram fundados os primeiros núcleos que deram origem às atuais cidades de Itacoatiara, Parintins, Manacapuru e Careiro e Moura. A capital foi situada em Mariuá (entre 1755-1791 e 1799-1808), e em São José da Barra do Rio Negro (1791-1799 e 1808-1821). Uma revolta em 1832 denominada "Revolta de Lages" exigiu a autonomia do Amazonas como província separada do Pará. A rebelião foi sufocada, mas os amazonenses conseguiram enviar um representante à Corte Imperial, Frei José dos Santos Inocentes, que obteve no máximo a criação da Comarca do Alto Amazonas. Com a Cabanagem, em 1835-1840, o Amazonas manteve-se fiel ao governo imperial e não aderiu  à revolta. Como espécie de recompensa, o Amazonas se tornou uma província autônoma em 1850, separando-se definitivamente do Pará. Com a autonomia, a capital voltou para esta última, renomeada como "Manaus" em 1856.

## Autonomia e Ciclo da Borracha

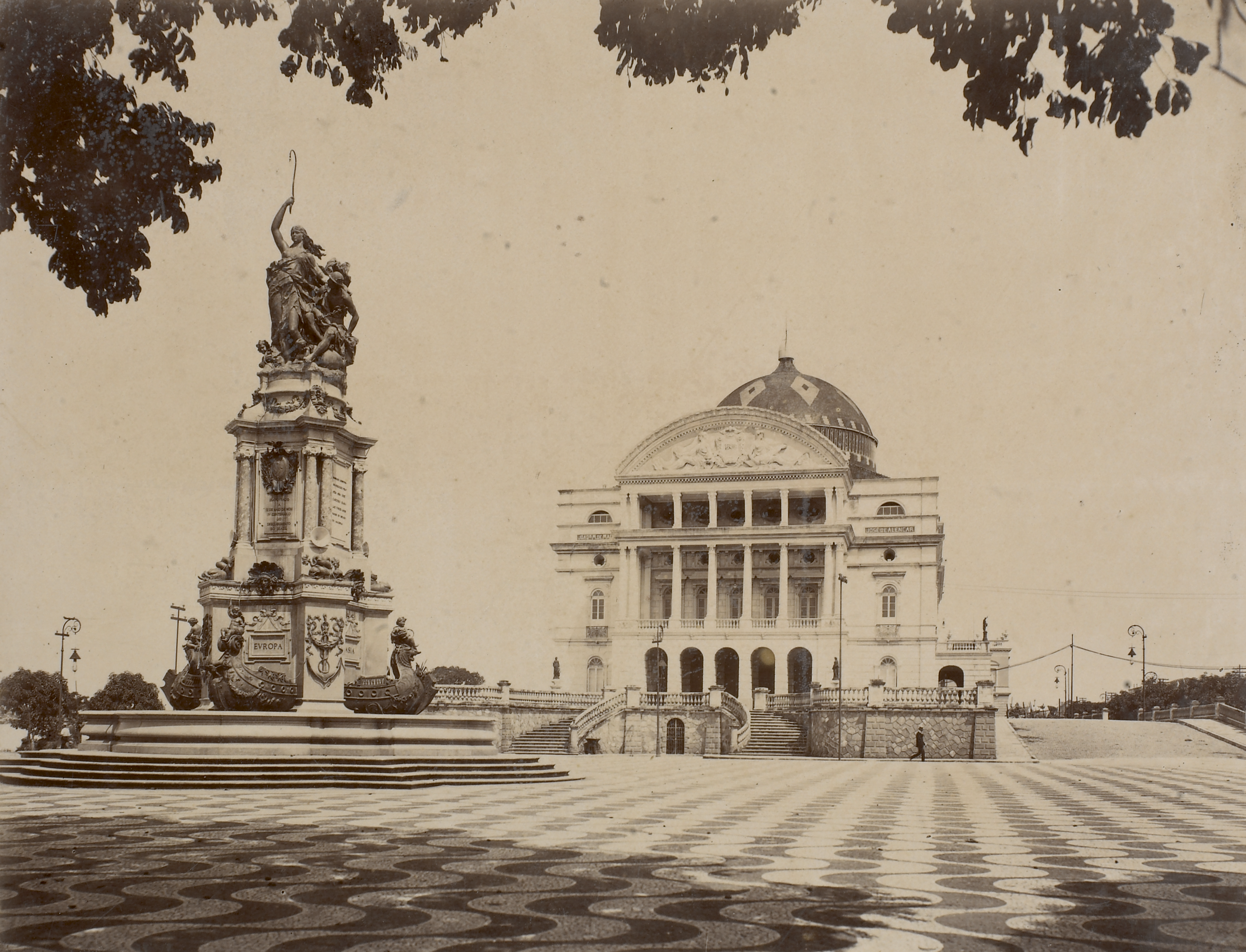
Praça São Sebastião e Teatro Amazonas, Manaus, 1906.

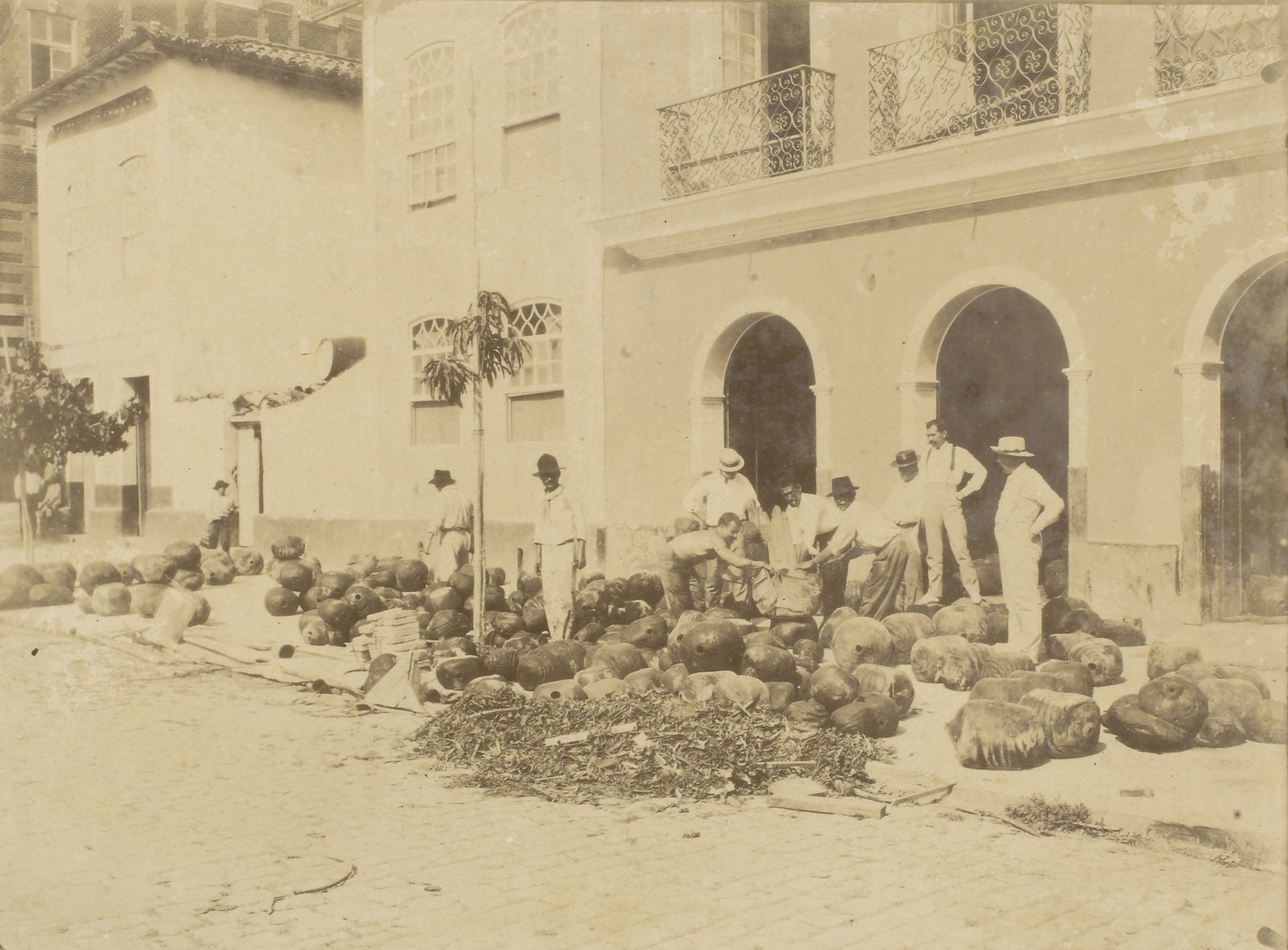
Beneficiamento da borracha, Manaus, 1906.

O primeiro presidente (governador) da nova província foi Tenreiro Aranha. Para enfrentar as dificuldades financeiras da administração, ele conseguiu que o governo redirecionasse parte das verbas do Pará e do Maranhão durante alguns anos, para suprir o orçamento amazonense no início. Com este dinheiro, Aranha fundou uma tipografia e fez circular o primeiro jornal do Amazonas, o Cinco de Setembro. O progresso introduziu o comércio fluvial e o "regatão".
Os coletores de drogas do sertão se expandiram para o rio Juruá, o Purus e o Juari, abrindo caminho para a instalação de seringais (estações de extração de látex, seiva extraída das árvores seringueiras que serve como matéria-prima para fabricar borracha). A nova atividade sustentou a economia do Amazonas a partir da década de 1850. Em 1853 foi fundada a Companhia de Navegação e Comércio da Amazônia, com investimento do Barão de Mauá. Em 1866, o rio Amazonas foi aberto à navegação internacional. Empresas estrangeiras, principalmente inglesas, investiam capital na região. A lucratividade da borracha criou fortunas, financiou o crescimento de Manaus (que de vila passou a cidade numa rápida urbanização) e atraiu imigrantes. A província começou a receber imigração de várias partes do Brasil (principalmente nordestinos, fugindo da seca de 1872) e também de países vizinhos, como Bolívia e Peru. A população se estendia cada vez mais para o oeste, levando ao povoamento do Acre, já em território boliviano (o que causou o conflito que levou à Revolução Acreana). No auge, quase 100% da produção mundial de borracha saía da Amazônia.
A capital, Manaus, foi expandida e urbanizada, para ganhar ares de metrópole europeia. Igarapés foram aterrados e abriram-se largas avenidas e boulevards. Datam dessa época as construções do Teatro Amazonas, do Palácio Rio Negro, da Alfândega do Porto e do Mercado Municipal Adolpho Lisboa, entre outros prédios exemplares. A população amazonense quintuplicou entre 1870 e 1900, passando de 50 mil para 250 mil.
A corrida da borracha também estimulou expedições científicas para catalogar a biodiversidade amazonense. Em 1883, o professor Barbosa Rodrigues funda o Museu Botânico de Manaus. Cientistas brasileiros e estrangeiros como Carl von Martius, William Chandless, Henry Walter Bates e Louis Agassiz exploram a floresta, quase sempre guiados pelo caboclo Manuel Urbano da Encarnação.
A província do Amazonas se antecipou em quatro anos à Abolição, decretando o fim da escravidão em 10 de julho de 1884 (embora houvesse poucos escravos). A província do Amazonas tornou-se estado com a proclamação da República, em 15 de novembro de 1889. O tenente Ximeno Villerroy foi nomeado interventor do governo federal. A política sofreu sucessivas crises, com disputas patrocinadas pelos empresários da borracha, e surgiram caudilhos locais, como Eduardo Ribeiro (modernizador de Manaus) e Guerreiro Antoni. Em 1910, no que ficou conhecido como o Bombardeio de Manaus foi deposto e depois reinstaurado o governador Antônio Clemente Ribeiro Bittencourt.
O ciclo da borracha durou até 1913, quando o preço do produto no mercado internacional sofreu forte baixa por causa da concorrência da Malásia (para onde foram contrabandeadas sementes de seringueiras anos antes). A empresa Hevea, grande exploradora do setor, transferiu-se para o Sudeste Asiático. Em 1920, praticamente já não havia mais extração de látex e o Brasil contribuía com apenas 2% da produção mundial. No mesmo ano, o Acre foi desmembrado do Amazonas, tornando-se território e depois estado (em 1962).
Com o fim do ciclo da borracha, a economia amazonense voltou a decair. O estado entrou em crise, o erário perdeu arrecadação e praticamente zerou, inclusive chegando a não pagar os funcionários estaduais durante quatro anos seguidos. O Amazonas se juntou a São Paulo na revolta de 1924. Um movimento cívico-regionalista, o glebarismo, reivindicou a retomada da liderança política e cultural pelos nativos da região (até então, a elite local fora formada por imigrantes chegados na corrida da borracha).
Em 1943, como parte da estratégia de defesa na Segunda Guerra Mundial, os territórios fronteiriços do Rio Branco (atual Roraima) e Guaporé (atual Rondônia) também foram desmembrados do Amazonas, provocando protestos em Manaus.
Como forma de tentar retomar o crescimento da região, em 1953 o governo federal criou a Superintendência do Plano de Valorização Econômica da Amazônia (SPVEA). Ela servia para liberar verbas de investimento em infraestrutura, como a construção das rodovias Manaus-Porto Velho e Manaus-Boa Vista. Em 1966, o órgão foi substituído pela Superintendência do Desenvolvimento da Amazônia (SUDAM), que foi extinta por Fernando Henrique Cardoso em 2001 e recriada por Lula em 2003. O regime militar (1964-1985) também decidiu construir a rodovia Transamazônica, que no entanto acabou abandonada. O principal impulso ao crescimento veio em 1967, quando foi criada a Zona Franca de Manaus, um pólo para indústrias de alta tecnologia com isenção fiscal. O pólo começa a crescer cinco anos depois, em 1972, já no final do Milagre Econômico.
Gilberto Mestrinho foi a principal liderança política desde os anos 1960 aos 1990, ocupando três vezes o cargo de governador, até ser acusado de corrupção nos anos 1990.
Em 1987, foi anunciada a descoberta de petróleo na região de Coari. Na década seguinte, a Petrobrás instalou o campo de Urucu. Também foi construída a Refinaria Isaac Sabbá, em Manaus. Atualmente, a estatal é responsável por grande parte dos investimentos no estado, inclusive nos projetos PIATAM (de pesquisa ambiental) e na construção do gasoduto Coari-Manaus.

## Galeria de fotos históricas

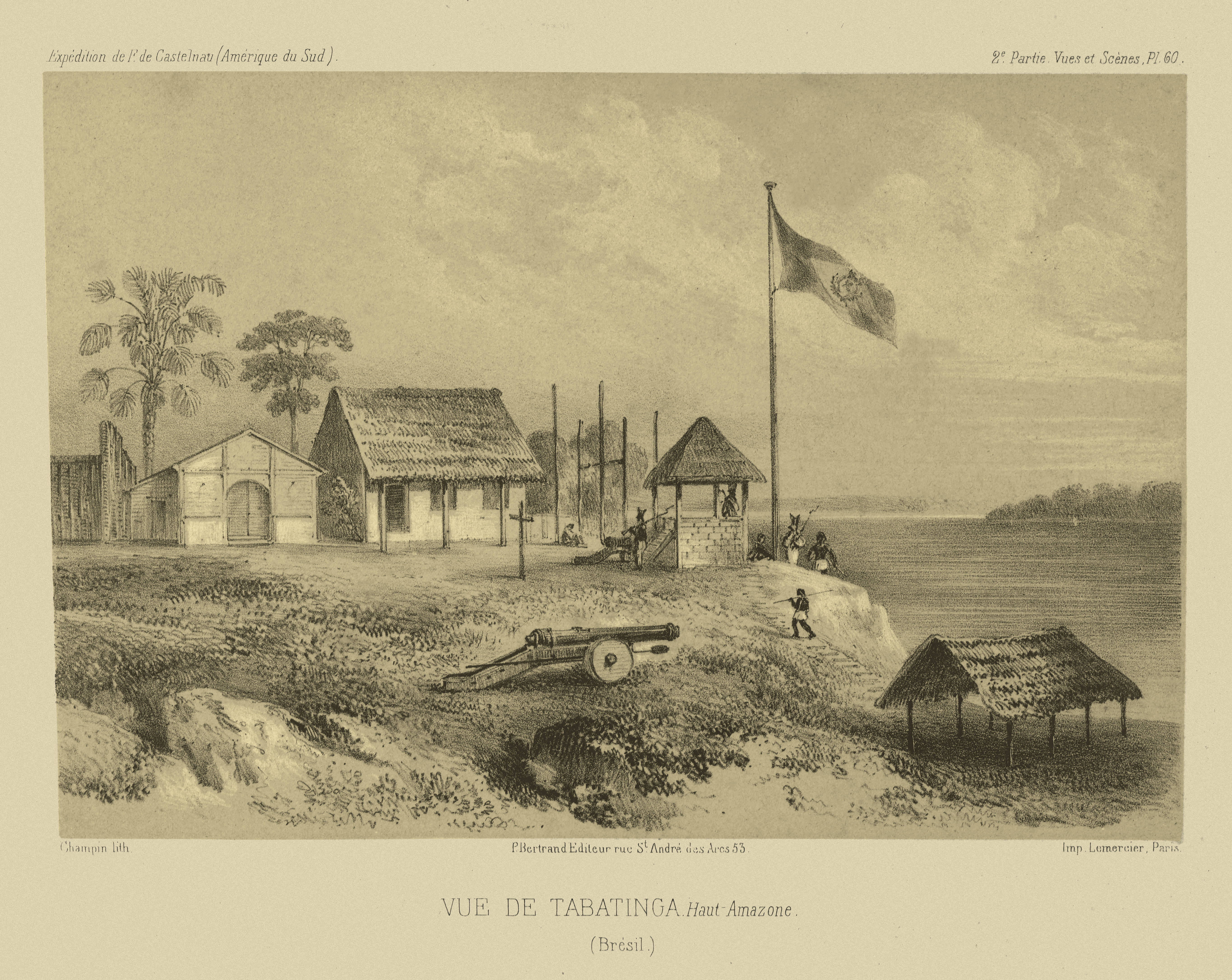
Vista de Tabatinga, século XIX.
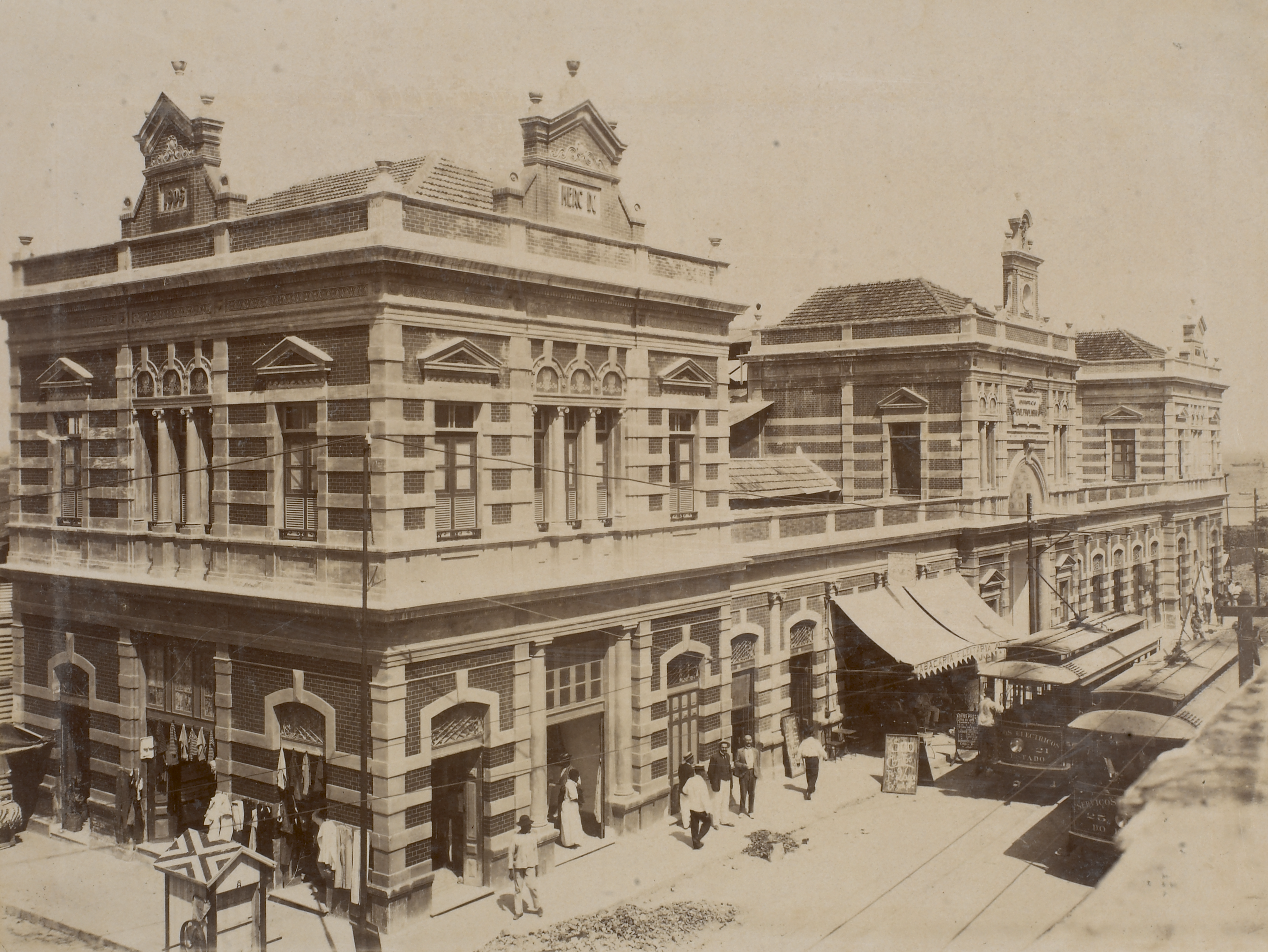
Mercado Público, Manaus, 1906.
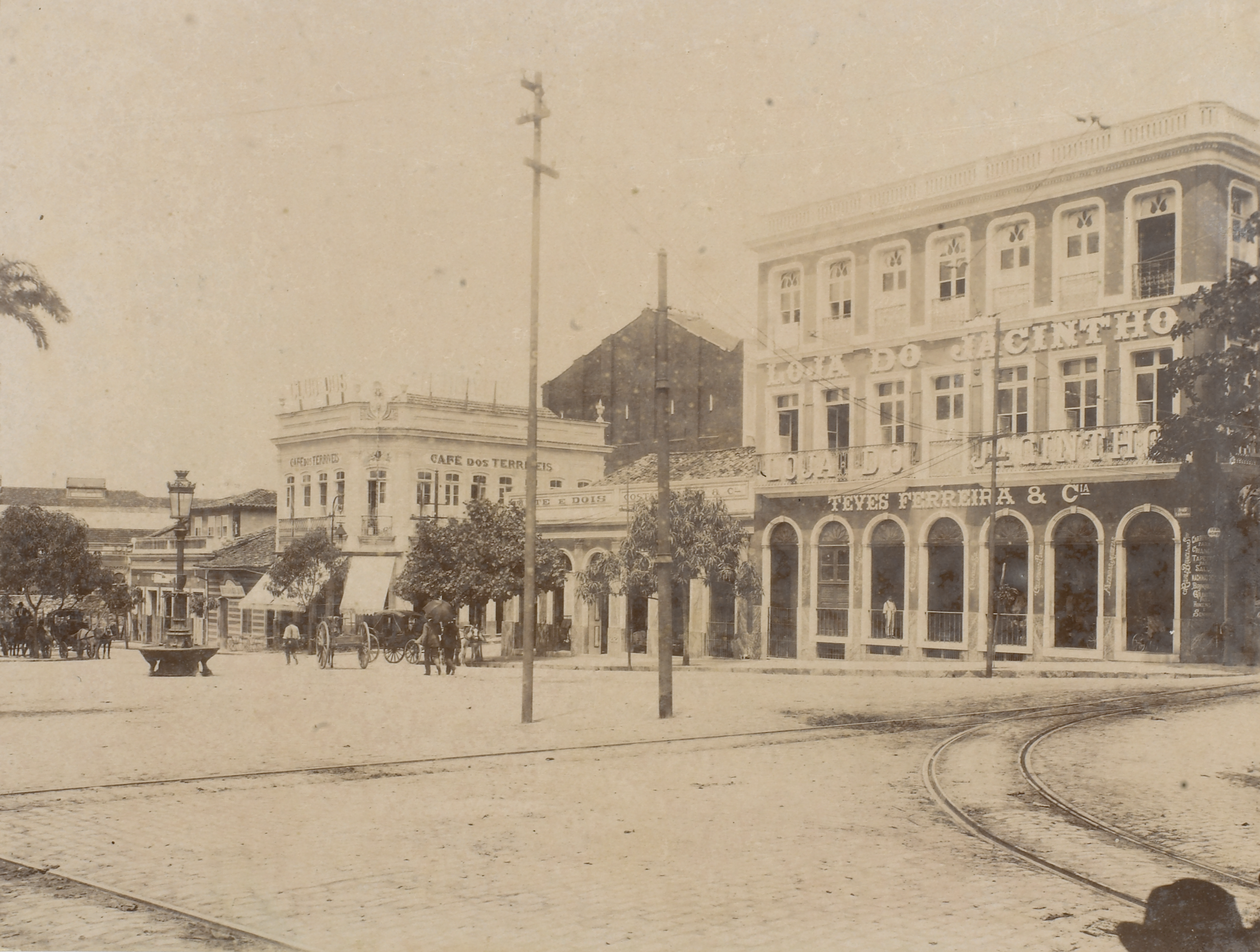
Praça 15 de novembro, Manaus, 1906.
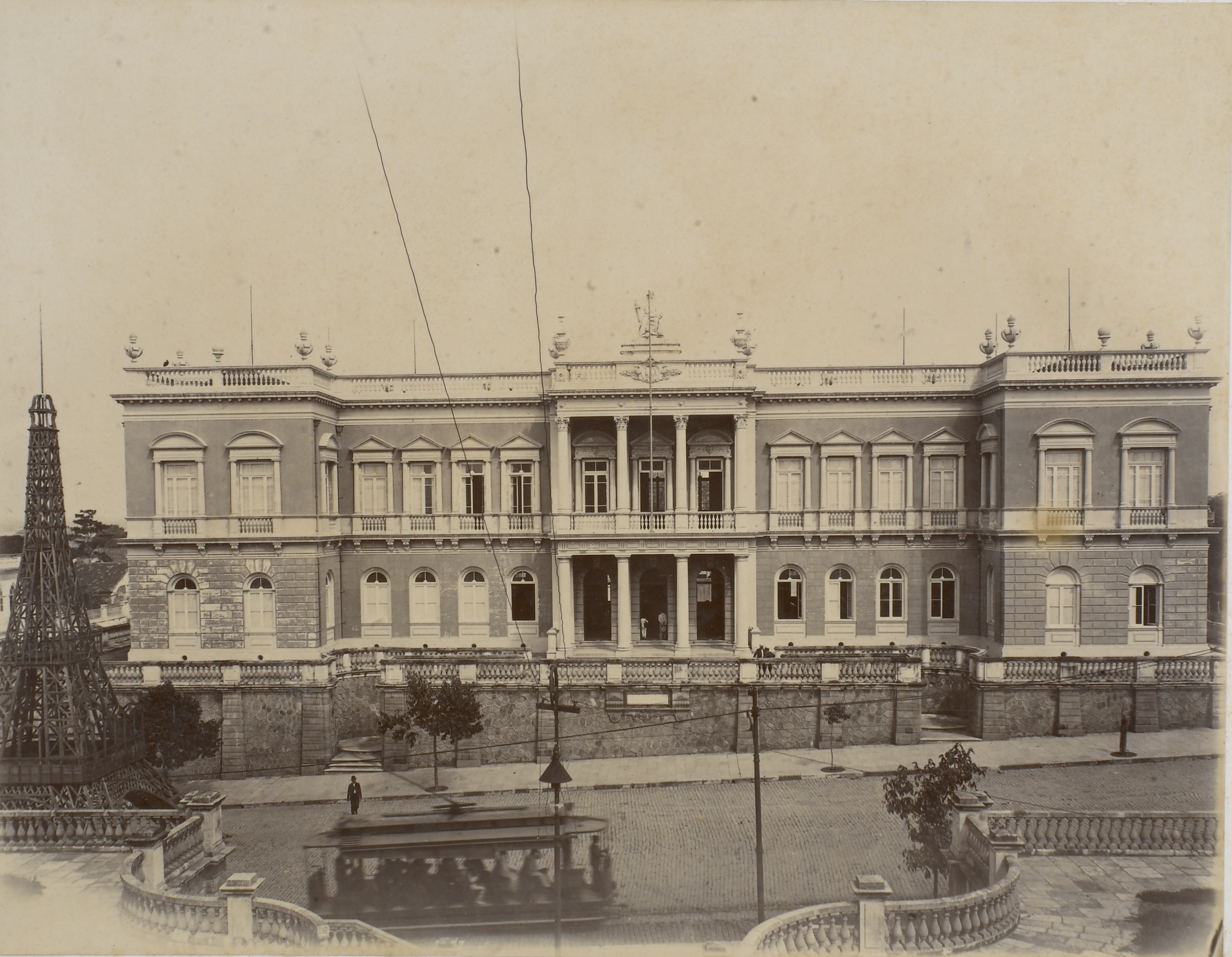
Palácio da Justiça, Manaus, 1906.
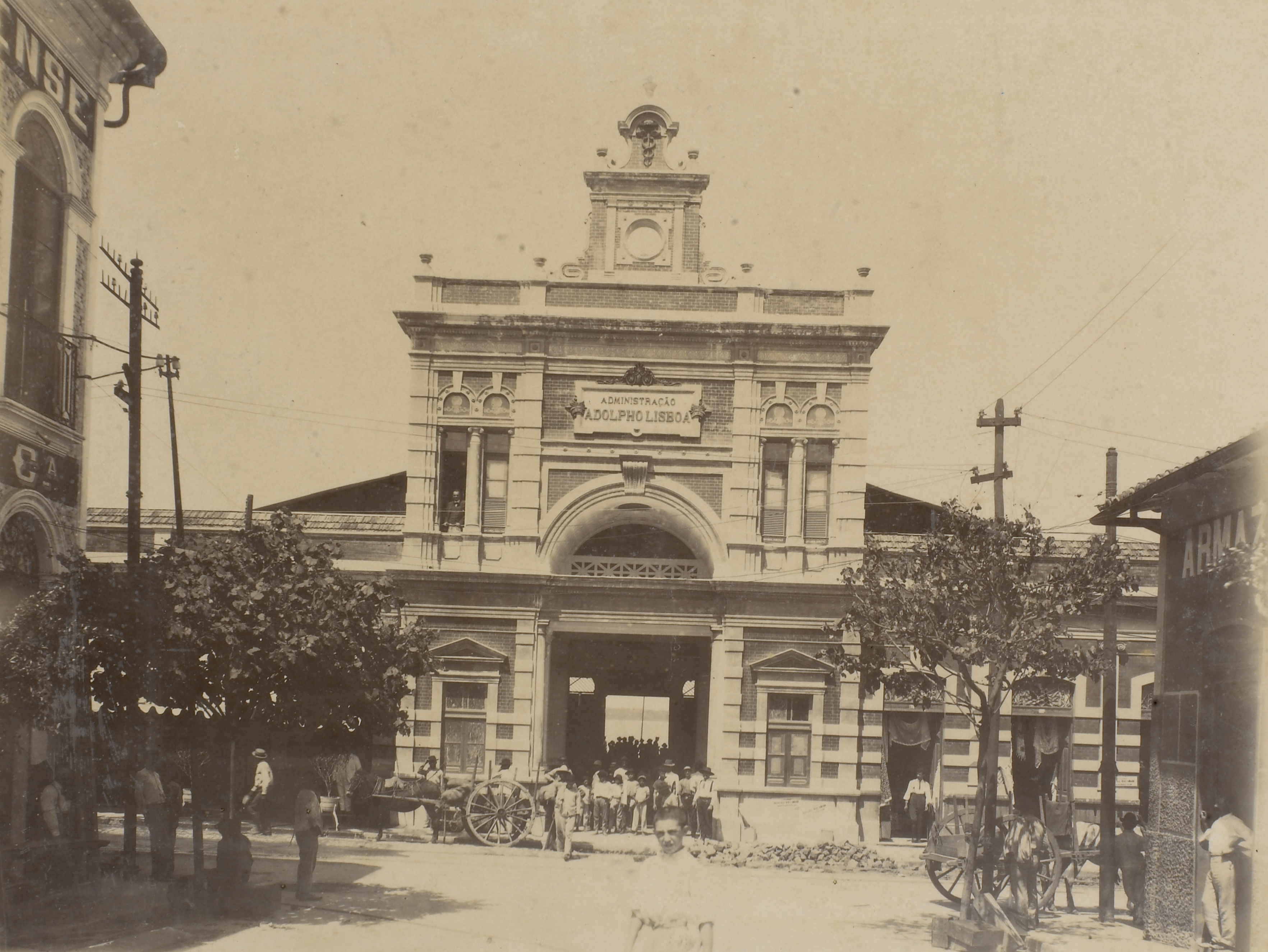
Fachada do Mercado Público, Manaus, 1906.
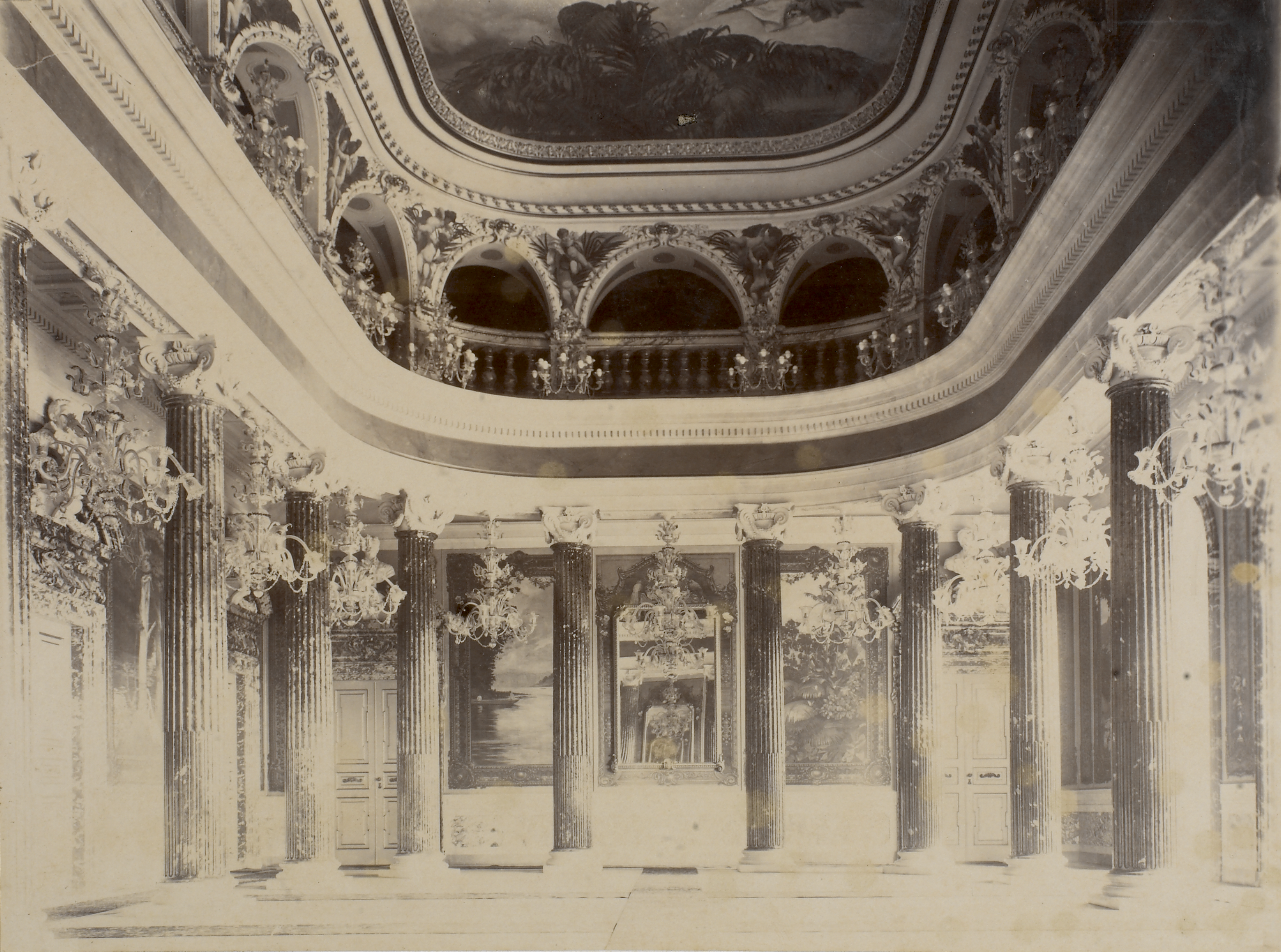
Salão Nobre do Teatro Amazonas, Manaus, 1906.
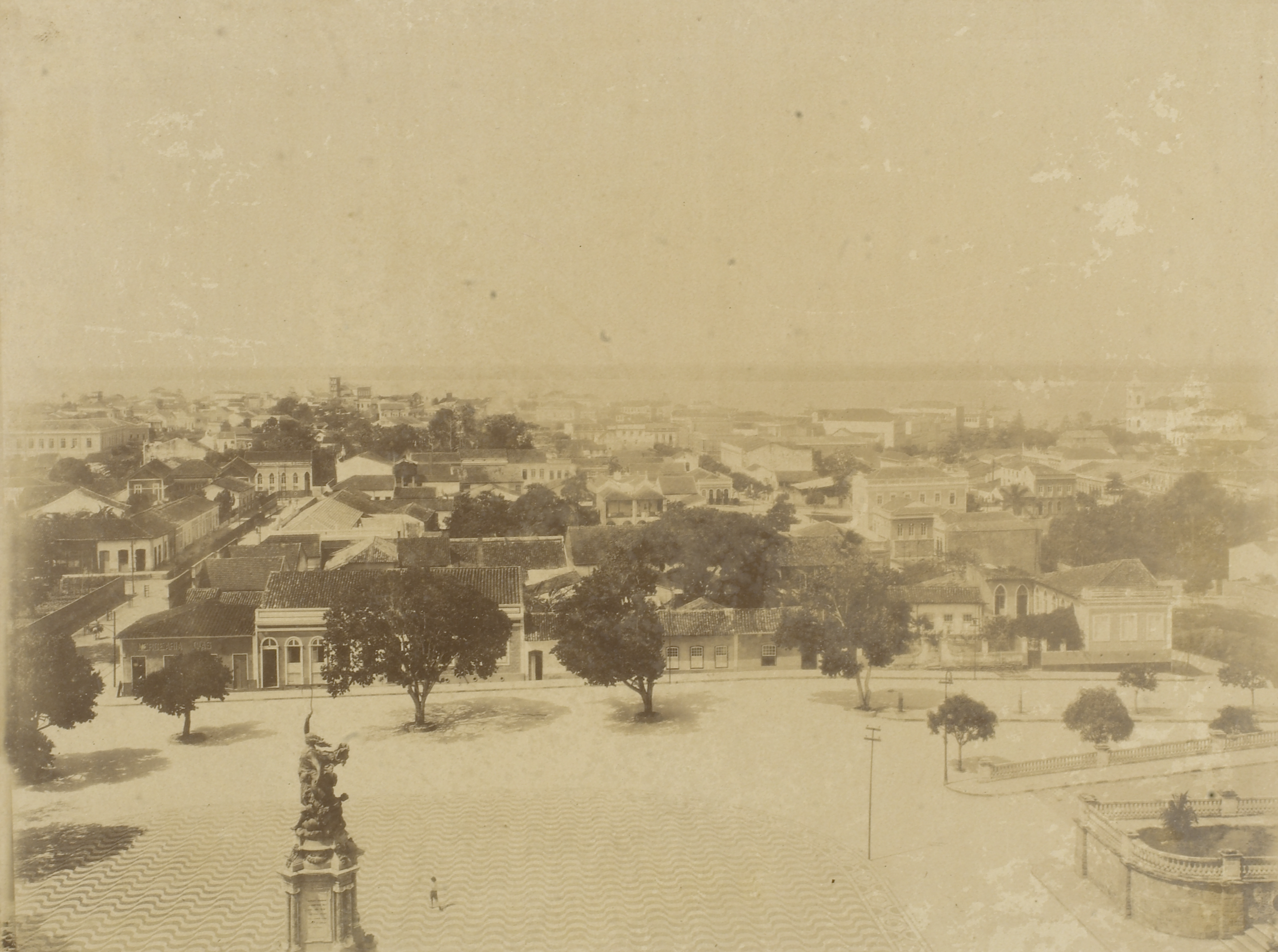
Vista da cidade de Manaus, 1906.
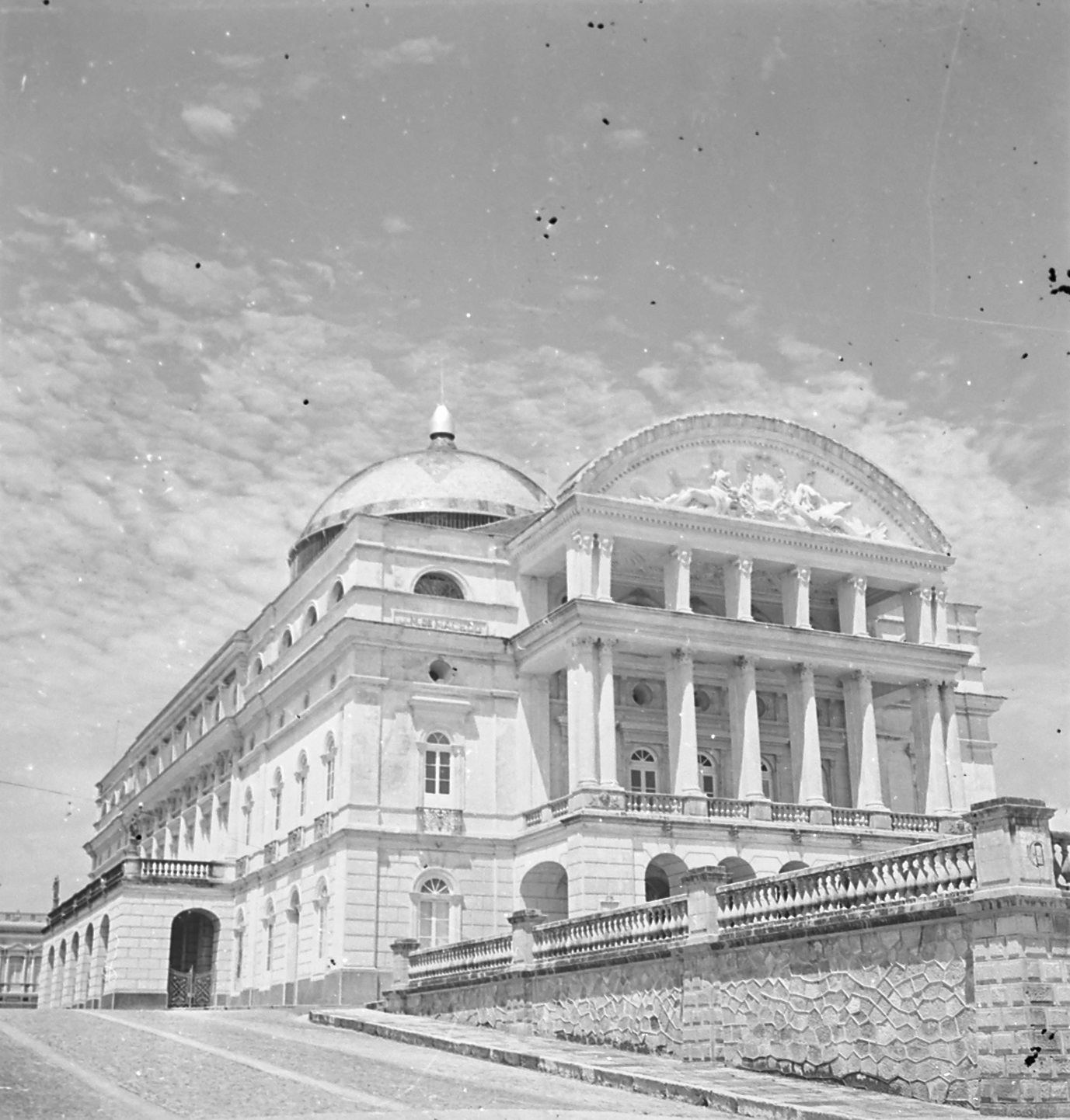
Teatro Amazonas, Manaus, 1940.
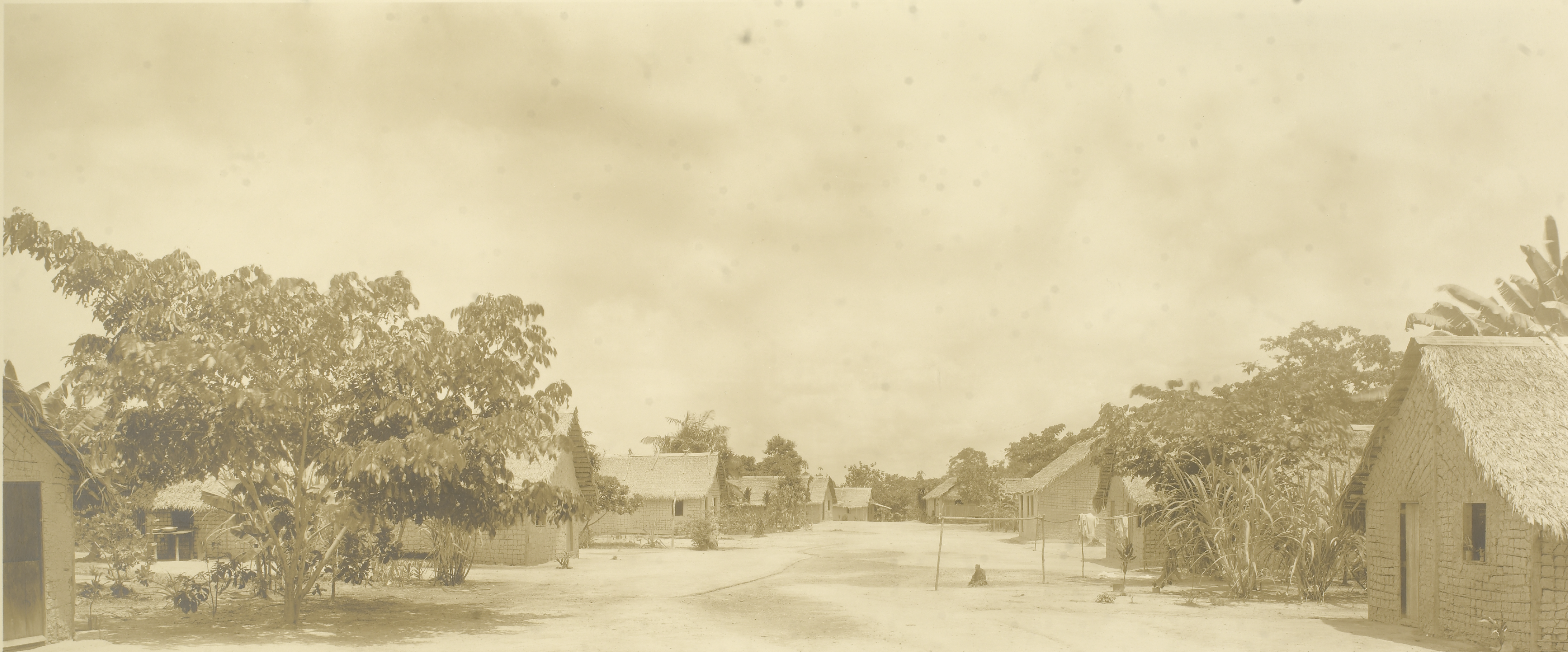
Tabatinga, 1930.
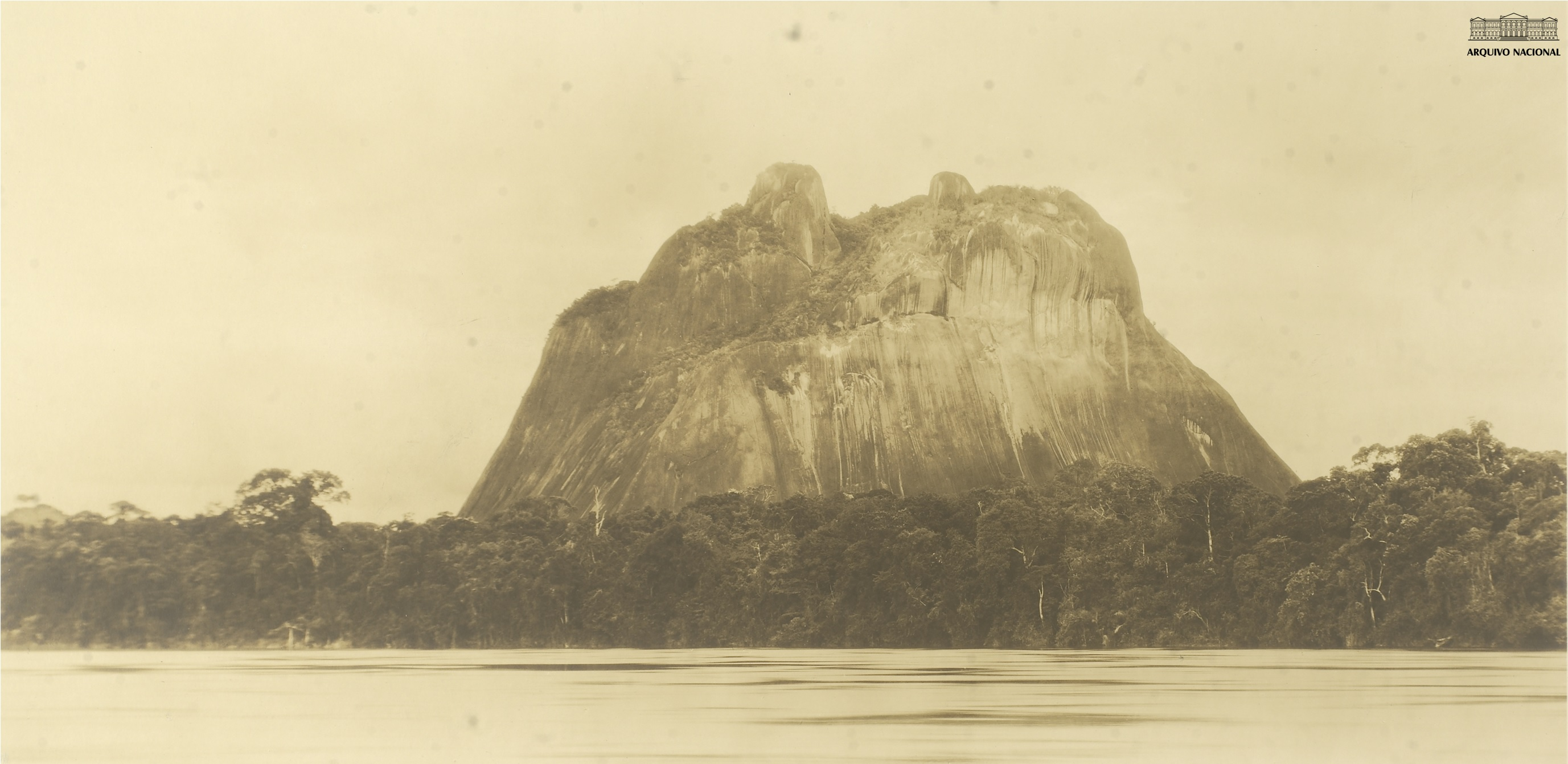
Pedra de Cucuí, 1930.